# نورالامین
نورالامین (به بنگالی: নূরুল আমীন)؛ (زاده ۱۵ ژوئیهٔ ۱۸۹۳ – درگذشته ۲ اکتبر ۱۹۷۴) یک سیاست‌مدار اهل پاکستان و از ۷ تا ۲۰ دسامبر ۱۹۷۱ نخست‌وزیر این کشور بود.
نورالامین در ۲ اکتبر ۱۹۷۴، در سن ۸۱ سالگی بر اثر سکته قلبی درگذشت.